# Kévin Le Roux
Kévin Le Roux (ur. 11 maja 1989 w Champigny-sur-Marne) – francuski siatkarz, reprezentant kraju, grający na pozycji środkowego i atakującego. 
Jego żoną jest amerykańska siatkarka Cursty Jackson.

## Sukcesy klubowe
Liga francuska:
- 2010

Puchar Włoch:
- 2014

Liga włoska:
- 2014

Superpuchar Turcji:
- 2015

Liga turecka:
- 2016

Superpuchar Włoch:
- 2016

Puchar Brazylii:
- 2019

Klubowe Mistrzostwa Ameryki Południowej:
- 2019

Liga brazylijska:
- 2019

Liga niemiecka:
- 2021

## Sukcesy reprezentacyjne
Mistrzostwa Europy Juniorów:
- 2006

Mistrzostwa Europy Kadetów:
- 2007

Mistrzostwa Świata Kadetów:
- 2007

Mistrzostwa Europy Juniorów:
- 2008

Liga Światowa:
- 2015, 2017
- 2016

Liga Narodów:
- 2018

Memoriał Huberta Jerzego Wagnera:
- 2017
- 2015, 2018

Mistrzostwa Europy:
- 2015

Liga Narodów:
- 2018

## Nagrody indywidualne
- 2015: MVP Superpucharu Turcji
- 2017: Najlepszy środkowy Ligi Światowej
- 2018: Najlepszy środkowy Ligi Narodów